# John Goodman
John Stephen Goodman (Saint Louis, 20 giugno 1952) è un attore e doppiatore statunitense, attivo al cinema, teatro e televisione.
Nel corso della sua carriera ha vinto un Emmy Award, due American Comedy Award, un Golden Globe, due People's Choice Awards, un TV Land Award, un Viewers for Quality Television Award ed un World Soundtrack Academy Award. Il 10 marzo 2017 è stato introdotto dall'amico Jeff Bridges nella Hollywood Walk of Fame.

## Biografia
John Goodman è nato a Saint Louis, Missouri, il 20 giugno 1952. Figlio di Leslie Francis Goodman, morto per un attacco di cuore nel 1954 e di Virginia Roos. Ha una sorella, Elisabeth Horvath, e un fratello, Leslie. Le sue ascendenze hanno provenienze inglesi, gallesi, irlandesi e tedesche. Goodman ha frequentato la Affton High School. Nonostante il conseguimento di una borsa di studio sportiva per giocare a football americano alla Southwest Missouri State University, decide di rinunciare allo sport per intraprendere la carriera di attore. Per questo, ottenuta la laurea artistica, lascia il Missouri per New York nel 1975. Inizia a recitare a teatro in diversi spettacoli off-Broadway e in alcuni spot televisivi, prima di entrare nel mondo del cinema nei primi anni ottanta.
Goodman ha interpretato spesso ruoli molto fisici per la sua mole, dall'alto di quasi 190 cm di altezza per un peso elevato, anche se in molte occasioni ha perso peso per interpretare ruoli particolari, come per esempio il giocatore di baseball Babe Ruth nel film del 1992 The Babe - La leggenda. Durante le riprese del film Always - Per sempre, Steven Spielberg disse a John Goodman che sarebbe stato perfetto per impersonare Fred Flintstone. Cinque anni più tardi, nel 1994, Goodman recitò proprio nel film I Flintstones nei panni di Fred. Nel 1999 è anche nel cast de Le ragazze del Coyote Ugly. Goodman è celebre soprattutto per i suoi ruoli comici, tra i quali quello del marito di Roseanne Barr nella sitcom Pappa e ciccia, la voce di Sulley in Monsters & Co. e Fred Flintstone nel film I Flintstones.
È apparso in ruoli diversi in numerosi film dei fratelli Coen. I ruoli per i quali Goodman è divenuto celebre sono quelli da colletto blu o come spalla del protagonista: in Seduzione pericolosa, è il poliziotto partner di Al Pacino; ne Il grande Lebowski, è Walter Sobchak, il miglior amico del protagonista interpretato da Jeff Bridges, e ne Il tocco del male, è ancora un poliziotto compagno di Denzel Washington.
Nel 2000 Goodman ha avuto una propria sitcom, Normal, Ohio, della quale è stata prodotta una sola stagione e nella quale interpretava un gay che ritorna nella sua piccola cittadina natale per iniziare una nuova vita. Nel 2004 è apparso al fianco di Jean Smart nella serie TV prodotta dalla CBS Center of the Universe. Goodman è stato anche presentatore del celebre show della NBC Saturday Night Live, che ha condotto per tredici edizioni. Nel 1980 Goodman aveva partecipato al casting del programma per prendervi parte come comico, ma era stato rifiutato.
Goodman ha partecipato a quattro episodi della serie televisiva West Wing - Tutti gli uomini del Presidente, nel ruolo del portavoce della Camera dei rappresentanti degli Stati Uniti, Glen Allen Walken, per diventare brevemente Presidente quando il Presidente degli Stati Uniti in carica, Josiah Bartlet, è costretto a rimettere temporaneamente il potere ai sensi i del 25º emendamento della Costituzione degli Stati Uniti. Aveva precedentemente già interpretato un ruolo nel quale diventava temporaneamente capo di Stato nel film Sua maestà viene da Las Vegas, dopo che l'intera famiglia reale britannica moriva in uno strano incidente.
John Goodman ha una stella sulla St. Louis Walk of Fame. Ha sostituito John Belushi (Jake Blues) come partner di Dan Aykroyd (Elwood Blues) nella celebre Blues Brothers Band. È apparso per la prima volta nel ruolo di "Mighty" Mack Blues al Saturday Night Live del 25 marzo 1995, per continuare ad interpretare il ruolo nel film Blues Brothers - Il mito continua. Ha continuato a suonare al fianco di Aykroyd e Jim Belushi (Zee Blues), fratello di John, fino al 2001, quando è stato costretto ad abbandonare il personaggio per problemi di salute.
Nell'ottobre del 2007 viene ricoverato in clinica per alcolismo. Nel 2010 riceve una candidatura agli Emmy Award per l'interpretazione di Neal Nicol in You Don't Know Jack - Il dottor morte. Nel 2011 recita in The Artist, film muto vincitore di 5 premi Oscar tra i quali quello per il miglior film. Nel 2012 recita in Di nuovo in gioco al fianco di Clint Eastwood, in Argo di Ben Affleck e in Flight diretto da Robert Zemeckis. Nel 2013 è stato candidato al premio Disney Legends ed è tornato a lavorare con i fratelli Coen in A proposito di Davis. Nel 2015 ha partecipato al doppiaggio di Curioso come George 3 - Ritorno nella giungla.

## Filmografia

### Attore

#### Cinema
- La fuga di Eddie Macon (Eddie Macon's Run), regia di Jeff Kanew (1983)
- Come ti ammazzo un killer (The Survivors), regia di Michael Ritchie (1983)
- La rivincita dei nerds (Revenge of the Nerds), regia di Jeff Kanew (1984)
- C.H.U.D., regia di Douglas Cheek (1984)
- Maria's Lovers, regia di Andrej Končalovskij (1984)
- Sweet Dreams, regia di Karel Reisz (1985)
- Big Easy - Brivido seducente (The Big Easy), regia di Jim McBride (1986)
- True Stories, regia di David Byrne (1986)
- Arizona Junior (Raising Arizona), regia di Joel Coen (1987)
- Affittasi ladra (Burglar), regia di Hugh Wilson (1987)
- Tipi sbagliati (The Wrong Guys), regia di Danny Bilson (1988)
- L'ultima battuta (Punchline), regia di David Seltzer (1988)
- Un amore, una vita (Everybody's All-American), regia di Taylor Hackford (1988)
- Seduzione pericolosa (Sea of Love), regia di Harold Becker (1989)
- Always - Per sempre (Always), regia di Steven Spielberg (1989)
- Stella, regia di John Erman (1990)
- Aracnofobia, regia di Frank Marshall (1990)
- Sua maestà viene da Las Vegas (King Ralph), regia di David S. Ward (1991)
- Barton Fink - È successo a Hollywood (Barton Fink), regia di Joel Coen (1991)
- The Babe - La leggenda (The Babe), regia di Arthur Hiller (1992)
- Matinee, regia di Joe Dante (1993)
- Nata ieri (Born Yesterday), regia di Luis Mandoki (1993)
- Mister Hula Hoop (The Hudsucker Proxy), regia di Joel Coen (1994)
- I Flintstones (The Flintstones), regia di Brian Levant (1994)
- L'eroe del cielo (Pie in the Sky), regia di Bryan Gordon (1995)
- Confessione finale (Mother Night), regia di Keith Gordon (1996)
- I rubacchiotti (The Borrowers), regia di Peter Hewitt (1997)
- Il tocco del male (Fallen), regia di Gregory Hoblit (1998)
- Blues Brothers - Il mito continua (Blues Brothers 2000), regia di John Landis (1998)
- Il grande Lebowski (The Big Lebowski), regia di Joel Coen (1998)
- Dirty Work - Agenzia lavori sporchi (Dirty Work), regia di Bob Saget (1998)
- Al di là della vita (Bringing Out the Dead), regia di Martin Scorsese (1999)
- The Runner, regia di Ron Moler (1999)
- Da che pianeta vieni? (What Planet Are You From?), regia di Mike Nichols (2000)
- Fratello, dove sei? (O Brother, Where Art Thou?), regia di Joel Coen (2000)
- Le avventure di Rocky e Bullwinkle (The Adventures of Rocky & Bullwinkle), regia di Des McAnuff (2000)
- Le ragazze del Coyote Ugly (Coyote Ugly), regia di David McNally (2000)
- My First Mister, regia di Christine Lahti (2001)
- Un corpo da reato (One Night at McCool's), regia di Harald Zwart (2001)
- Storytelling, regia di Todd Solondz (2001)
- The Sweatbox, regia di John-Paul Davidson (2002)
- Dirty Deeds - Le regole del gioco (Dirty Deeds), regia di David Caesar (2002)
- Masked and Anonymous, regia di Larry Charles (2003)
- Overnight, regia di Tony Montana (2003)
- Freshman Orientation, regia di Ryan Shiraki (2004)
- Beyond the Sea, regia di Kevin Spacey (2004)
- Ballroom Dancing (Marilyn Hotchkiss' Ballroom Dancing & Charm School), regia di Randall Miller (2005)
- Drunkboat, regia di Bob Mayer (2007)
- Death Sentence, regia di James Wan (2007)
- Un'impresa da Dio (Evan Almighty), regia di Tom Shadyac (2007)
- Gigantic, regia di Matt Aselton (2008)
- Speed Racer, regia delle Andy e Larry Wachowski (2008)
- L'occhio del ciclone - In the Electric Mist, regia di Bertrand Tavernier (2009)
- La papessa (Die Päpstin), regia di Sönke Wortmann (2009)
- I Love Shopping (Confessions of a Shopaholic), regia di P. J. Hogan (2009)
- Red State, regia di Kevin Smith (2011)
- The Artist, regia di Michel Hazanavicius (2011)
- Molto forte, incredibilmente vicino (Extremely Loud and Incredibly Close), regia di Stephen Daldry (2011)
- Candidato a sorpresa (The Campaign), regia di Jay Roach (2012)
- Argo, regia di Ben Affleck (2012)
- Di nuovo in gioco (Trouble with the Curve), regia di Robert Lorenz (2012)
- Flight, regia di Robert Zemeckis (2012)
- Una notte da leoni 3 (The Hangover: Part III), regia di Todd Phillips (2013)
- Gli stagisti (The Internship), regia di Shawn Levy (2013)
- A proposito di Davis (Inside Llewyn Davis), regia di Joel ed Ethan Coen (2013)
- Spring Break '83, regia di Mars Callahan e Scott Spiegel (2014)
- Monuments Men (The Monuments Men), regia di George Clooney (2014)
- The Gambler, regia di Rupert Wyatt (2014)
- L'ultima parola - La vera storia di Dalton Trumbo (Trumbo), regia di Jay Roach (2015)
- Natale all'improvviso (Love the Coopers), regia di Jessie Nelson (2015)
- 10 Cloverfield Lane, regia di Dan Trachtenberg (2016)
- Boston - Caccia all'uomo (Patriots Day), regia di Peter Berg (2016)
- Kong: Skull Island, regia di Jordan Vogt-Roberts (2017)
- Atomica bionda (Atomic Blonde), regia di David Leitch (2017)
- C'era una volta a Los Angeles (Once Upon a Time in Venice), regia di Mark Cullen e Robb Cullen (2017)
- Captive State, regia di Rupert Wyatt (2019)

#### Televisione
- The Face of Rage, regia di Donald Wrye – documentario TV (1983)
- Chiefs – miniserie TV, puntata 3 (1983)
- Cuore d'acciaio (Heart of Steel), regia di Donald Wrye – film TV (1983)
- Moonlighting – serie TV, episodio 4x02 (1987)
- Nel nome del signore (Murder Ordained), regia di Mike Robe – film TV (1987)
- Pappa e ciccia (Roseanne) – serie TV, 219 episodi (1988-1997, 2018)
- Colombo (Columbo) – serie TV, episodio 8x02 (1989)
- Saturday Night Live – programma TV, 25 puntate (1989-2001, 2013, 2016, 2018)
- Kingfish: A Story of Huey P. Long, regia di Thomas Schlamme – film TV (1995)
- Un tram che si chiama desiderio (A Streetcar Named Desire), regia di Glenn Jordan – film TV (1995)
- Il prezzo della giustizia (The Jack Bull), regia di John Badham – film TV (1999)
- L'incredibile Michael (Now and Again) – serie TV, episodi 1x01-1x15 (1999-2000)
- Normal, Ohio – serie TV 13 episodi (2000)
- Happy Birthday, episodio di On the Edge, regia di Helen Mirren – film TV (2001)
- West Wing - Tutti gli uomini del Presidente (The West Wing) – serie TV, 4 episodi (2003-2004)
- Center of the Universe – serie TV, 12 episodi (2004-2005)
- Studio 60 on the Sunset Strip – serie TV episodi 1x07-1x08 (2006)
- Un anno senza Babbo Natale (The Year Without a Santa Claus), regia di – film TV, regia di Ron Underwood (2006)
- You Don't Know Jack - Il dottor morte (You Don't Know Jack), regia di Barry Levinson – film TV (2010)
- Treme – serie TV, 13 episodi (2010-2011)
- Damages – serie TV, 10 episodi (2011)
- Community – serie TV, 6 episodi (2011-2012)
- Dancing on the Edge – miniserie TV (2013)
- Alpha House – serie TV, 21 episodi (2013-2014)
- Black Earth Rising – serie TV, 8 episodi (2018)
- The Conners – serie TV, 112 episodi (2018-2025)
- The Righteous Gemstones – serie TV, 35 episodi (2019-2025)
- Monarch: Legacy of Monsters – serie TV, episodi 1x01, 1x10 (2023-2024)

### Doppiatore

#### Cinema
- We're Back! - 4 dinosauri a New York (We're Back! A Dinosaur's Story), regia di Simon Wells, Dick Zondag, Ralph Zondag e Phil Nibbelink (1993)
- Mac e il tesoro dell'isola corallina (The Real Macaw), regia di Mario Andreacchio (1998)
- Rudolph, il cucciolo dal naso rosso (Rudolph the Red-Nosed Reindeer: The Movie), regia di William R. Kowalchuk Jr. (1998)
- Le follie dell'imperatore (The Emperor's New Groove), regia di Mark Dindal (2000)
- L'impero dei dinosauri (When Dinosaurs Roamed America), regia di Pierre de Lespinois – documentario (2001)
- Monsters & Co. (Monsters, Inc.), regia di Pete Docter, David Silverman e Lee Unkrich (2001)
- La nuova macchina di Mike (Mike's New Car), regia di Pete Docter e Roger L. Gould – cortometraggio (2002)
- Il libro della giungla 2 (The Jungle Book 2), regia di Steve Trenbirth (2003)
- Clifford e i suoi amici acrobati (Clifford's Really Big Movie), regia di Robert C. Ramirez (2004)
- Le follie di Kronk (Kronk's New Groove), regia di Saul Blinkoff e Elliot M. Bour (2005)
- Cars - Motori ruggenti (Cars), regia di John Lasseter (2006)
- ParaNorman, regia di Sam Fell e Chris Butler (2012)
- Monsters University, regia di Dan Scanlon (2013)
- Centro Feste (Party Central), regia di Kelsey Mann (2014)
- Transformers 4 - L'era dell'estinzione (Transformers 4), regia di Michael Bay (2014)
- Curioso come George 3 - Ritorno nella giungla (Curious George 3: Back to the Jungle), regia di Phil Weinstein (2015)
- Ratchet & Clank, regia di Kevin Munroe (2016)
- Valerian e la città dei mille pianeti (Valerian and the City of a Thousand Planets), regia di Luc Besson (2017)
- Transformers - L'ultimo cavaliere (Tranformers: The Last Knight), regia di Michael Bay (2017)

#### Televisione
- Frosty Returns, regia di Evert Brown e Bill Melendez – special TV animato (1992)
- I Simpson (The Simpsons) – serie animata, episodio 11x08 (1999)
- Futurama – serie animata, episodio 2x08 (1999)
- Vicini di campagna (Pigs Next Door) – serie animata, 13 episodi (2000)
- Father of the Pride – serie animata, 14 episodi (2004-2005)
- King of the Hill – serie animata, episodio 11x02 (2007)
- A scuola con l'imperatore (The Emperor's New School) – serie animata, 16 episodi (2007-2008)
- Bee Movie, regia di Simon J. Smith e Steve Hickner (2007)
- La principessa e il ranocchio (The Princess and the Frog), regia di Ron Clements e John Musker (2009)
- Monsters & Co. la serie - Lavori in corso! (Monsters at Work) – serie animata, 20 episodi (2021-2024)

#### Videogiochi
- Monsters & Co. - A chi urla più forte (Monsters, Inc. Scream Arena, 2002)
- Rage – (2011)
- LEGO Gli Incredibili (LEGO The Incredibles, 2018)

## Teatro (parziale)
- Henry IV Part I, regia di Des McAnuff, Delacorte Theater, New York (1981)
- Triple Feature, regia di Dann Florek e Douglas Hughes, Stage 73, New York (1983)
- Big River, Eugene O'Neill Theatre, New York (1985-1987)
- The Skin of Our Teeth, regia di Irene Lewis, Delacorte Theater, New York (1998)
- The Seagull, regia di Mike Nichols, Delacorte Theater, New York (2001)
- The Resistible Rise of Arturo Ui, regia di Simon McBurney, National Actors Theatre/The Michael Schimmel Center for the Arts at Pace University, New York (2002)
- Waiting for Godot, regia di Anthony Page, Studio 54, New York (2009)
- The Front Page, regia di Jack O'Brien, Broadhurst Theatre, New York (2016-2017)

## Discografia (parziale)

### Singoli
- 1991 - Good Golly Miss Molly (split con Little Richard)
- 1996 - P.Y.S.T.
- 2001 - If I Didn't Have You (con Billy Crystal)

### Audiolibri
- 2012 - Monsters, Inc. Read Along Storybook and CD (con Tino Insana, James Coburn, Steve Buscemi, Sam Black, Mary Gibbs, Billy Crystal e Frank Oz)

### Partecipazioni
- 1985 - Original Broadway Cast Big River: The Adventures Of Huckleberry Finn
- 1998 - AA.VV. Blues Brothers 2000 (Original Motion Picture Soundtrack) (come Mighty Mack McTeer)

## Riconoscimenti (parziale)
- Golden Globe
  - 1989 - Candidatura al miglior attore in una serie commedia o musicale per Pappa e ciccia
  - 1990 - Candidatura al miglior attore in una serie commedia o musicale per Pappa e ciccia
  - 1991 - Candidatura al miglior attore in una serie commedia o musicale per Pappa e ciccia
  - 1992 - Candidatura al miglior attore non protagonista per Barton Fink – È successo a Hollywood
  - 1993 - Miglior attore in una serie commedia o musicale per Pappa e ciccia
- Premio Emmy
  - 1989 - Candidatura al miglior attore in una serie TV comica per Pappa e ciccia
  - 1990 - Candidatura al miglior attore in una serie TV comica per Pappa e ciccia
  - 1991 - Candidatura al miglior attore in una serie TV comica per Pappa e ciccia
  - 1992 - Candidatura al miglior attore in una serie TV comica per Pappa e ciccia
  - 1993 - Candidatura al miglior attore in una serie TV comica per Pappa e ciccia
  - 1994 - Candidatura al miglior attore in una serie TV comica per Pappa e ciccia
  - 1995 - Candidatura al miglior attore in una serie TV comica per Pappa e ciccia
  - 1995 - Candidatura al miglior attore in una miniserie TV per Kingfish: A Story of Huey P. Long
  - 1996 - Candidatura al miglior attore non protagonista in una miniserie TV per Un tram chiamato desiderio
  - 2007 - Miglior attore guest-star in una serie TV drammatica per Studio 60 on the Sunset Strip
  - 2010 - Candidatura al miglior attore non protagonista in una miniserie TV per You Don't Know Jack – Il dottor morte
- Satellite Award
  - 1999 - Candidatura al miglior attore non protagonista per Il grande Lebowski
  - 2012 - Candidatura al miglior attore non protagonista per Flight
  - 2014 - Miglior attore in una serie TV comica o musicale per Alpha House
- Screen Actors Guild Award
  - 1995 - Candidatura al miglior attore in una serie TV comica per Pappa e ciccia
  - 2011 - Candidatura al miglior attore in una miniserie TV per You Don't Know Jack
  - 2012 - Candidatura al miglior cast per The Artist
  - 2013 - Miglior cast per Argo

## Doppiatori italiani
Nelle versioni in italiano dei suoi film, John Goodman è stato doppiato da:
- Stefano De Sando in Pappa e ciccia, Blues Brothers - Il mito continua, Le ragazze del Coyote Ugly, Un anno senza Babbo Natale, Studio 60 on the Sunset Strip, Death Sentence, L'occhio del ciclone - In the Electric Mist, La papessa, Flight, Natale all'improvviso, Boston - Caccia all'uomo, C'era una volta a Los Angeles, Black Earth Rising, Captive State
- Angelo Nicotra in Sweet Dreams, Argo, Di nuovo in gioco, Una notte da leoni 3, Gli stagisti, Kong: Skull Island
- Paolo Marchese in Damages, I Love Shopping, You Don't Know Jack - Il dottor morte, L'ultima parola - La vera storia di Dalton Trumbo, Atomica bionda
- Alessandro Rossi in L'ultima battuta, Seduzione pericolosa, Stella, Matinee, Fratello, dove sei?
- Michele Gammino in Always - Per sempre, Aracnofobia, The Babe - La leggenda, Da che pianeta vieni?
- Eugenio Marinelli in Sua Maestà viene da Las Vegas, Barton Fink - È successo a Hollywood, Nata ieri, Confessione finale
- Massimo Corvo ne I rubacchiotti, Un corpo da reato, Un'impresa da Dio, Speed Racer
- Michele Kalamera in Un tram chiamato desiderio, Il prezzo della giustizia, Ballroom Dancing
- Francesco Pannofino ne I Flintstones, Dirty Work - Agenzia lavori sporchi, The Gambler
- Edoardo Siravo in A proposito di Davis, 10 Cloverfield Lane
- Renato Cortesi in Moonlighting, Le avventure di Rocky e Bullwinkle
- Giampaolo Saccarola in Big Easy - Brivido seducente
- Glauco Onorato ne La rivincita dei nerds
- Silvio Spaccesi in Arizona Junior
- Giorgio Locuratolo in Un amore, una vita
- Renato Mori ne Il tocco del male
- Ugo Maria Morosi ne Il grande Lebowski
- Ennio Coltorti in Al di là della vita
- Mario Bombardieri in West Wing - Tutti gli uomini del Presidente
- Claudio Moneta in Normal, Ohio
- Pietro Ubaldi in Dirty Deeds - Le regole del gioco
- Tony Fuochi in Masked and Anonymous
- Giovanni Petrucci in Beyond the Sea
- Mario Zucca in Community
- Dario Oppido in Red State
- Franco Zucca in Molto forte, incredibilmente vicino
- Achille D'Aniello in Candidato a sorpresa
- Massimo Dapporto in Monuments Men
- Fabrizio Pucci in Monarch: Legacy of Monsters

Da doppiatore è sostituito da:
- Adalberto Maria Merli in Le follie dell'imperatore, Monsters & Co., La nuova macchina di Mike, Cars - Motori ruggenti
- Saverio Indrio in Monsters University, Centro Feste, LEGO Gli Incredibili, Monsters & Co. la serie - Lavori in corso!
- Paolo Marchese in Bee Movie, La principessa e il ranocchio, ParaNorman
- Francesco Pannofino in Transformers 4 - L'era dell'estinzione, Ratchet & Clank, Transformers - L'ultimo cavaliere
- Stefano De Sando in Rage, Valerian e la città dei mille pianeti, Il meraviglioso mondo di Topolino
- Fabrizio Pucci ne Il libro della giungla 2, Le follie di Kronk, A scuola con l'imperatore
- Alessandro Rossi ne L'impero dei dinosauri, Monsters & Co. - A chi urla più forte
- Angelo Nicotra in Futurama, King of the Hill
- Enzo Avolio ne I Simpson
- Riccardo Rovatti in Bee Movie Game
- Giancarlo Prete in We're Back! - 4 dinosauri a New York
- Sergio Matteucci in Mister Hula Hoop
- Natale Ciravolo in Rage
- Alessio Cigliano in Mac e il tesoro dell'isola corallina
- Stefano Albertini in SpongeBob
- Simone Mori in Curioso come George 3 - Missione nella giungla
- Paolo Bonolis ne I Puffi - Il film